# Ivan Kozlovski
Ivan Kozlovski (în rusă Иван Семёнович Козловский; n. 11/24 martie 1900, Mareanivka, Vasilkovskiy Uyezd⁠(d), gubernia Kiev⁠(d), Imperiul Rus – d. 21 decembrie 1993, Moscova, Rusia) a fost un cântăreț rus.